# Mogilany (gmina)
Pour la localité, voir Mogilany.
Mogilany est une gmina rurale du powiat de Cracovie, Petite-Pologne, dans le sud de la Pologne. Son siège est le village de Mogilany, qui se situe environ 15 km au sud de la capitale régionale Cracovie.
La gmina couvre une superficie de 43,55 km2 pour une population de 11 141 habitants.

## Géographie
La gmina inclut les villages de Brzyczyna, Buków, Chorowice, Gaj, Konary, Kulerzów, Libertów, Lusina, Mogilany et Włosań.
La gmina borde la ville de Cracovie et les gminy de Myślenice, Siepraw, Skawina et Świątniki Górne.